# Rönneshytta
Rönneshytta – miejscowość (tätort) w Szwecji, w regionie administracyjnym (län) Örebro, w gminie Askersund.
Według danych Szwedzkiego Urzędu Statystycznego liczba ludności wyniosła: 279 (31 grudnia 2015), 205 (31 grudnia 2018) i 201 (31 grudnia 2019).